# 6377 Cagney
6377 Cagney eller 1987 ML1 är en asteroid i huvudbältet som upptäcktes den 25 juni 1987 av den tjeckiske astronomen Antonín Mrkos vid Kleť-observatoriet i Tjeckien. Den är uppkallad efter den amerikanske skådespelaren James Cagney.